# Thil, Ain

Thil este o comună în departamentul Ain din estul Franței.